# Konrad II. (Kärnten)
Konrad II., genannt Konrad der Jüngere, (* wohl 1003; † 20. Juli 1039) aus der Familie der Salier war der ältere Sohn des Herzogs Konrad I. von Kärnten und der Mutter Mathilde von Schwaben. Von 1036 bis 1039 war er Herzog von Kärnten und Markgraf von Verona.
Beim Tod seines Vaters 1011 noch minderjährig, wurde er bei dessen Nachfolge übergangen, Herzog von Kärnten wurde Adalbero von Eppenstein. Konrad wurde Graf im Nahegau, Speyergau und Wormsgau. 1024 waren er und sein älterer Vetter Konrad bei der Königswahl in Kamba die beiden Kandidaten für die Königsnachfolge Heinrichs II. In einer von Wipo fingierten Rede konnte Konrad der Ältere seinen Vetter davon überzeugen, den Wahlausgang unabhängig von dem Erfolg der eigenen Kandidatur zu akzeptieren. Als Kompensation für seinen Verzicht könnte Konrad dem Jüngeren ein freiwerdendes Herzogtum oder gar eine Teilhabe an der Herrschaft versprochen worden sein. Als der neue Herrscher Konrad II. das Osterfest in Augsburg feierte, kam es dort zum offenen Konflikt mit seinem Vetter. Konrad der Jüngere setzte seinen Aufstand während des Italienzuges König Konrads II. fort. Vor dem 9. September 1027 nahm Kaiser Konrad II. vermutlich in Worms die Unterwerfung Konrads des Jüngeren an. Als Bedingung musste er einige seiner stärksten Burgen schleifen. Nach Adalberos Sturz trat Konrad der Jüngere 1036 dann dessen Nachfolge in Kärnten an. Er starb bereits drei Jahre später und wurde im Dom zu Worms bestattet.
Eine Eheschließung und Familiengründung ist von Konrad nicht überliefert. Kaiser Konrad II. ließ seiner Eltern und seines Bruders in Memorialstiftungen gedenken. Doch wurde der vom Königtum zurücktretende Konrad der Jüngere aus der Memoria des Geschlechts ausgeschlossen.